# Эндоспорий
Эндоспо́рий (от эндо- и др.-греч. οπόρος — сеяние)  — слой спородермы, внутренняя, бесцветная, в большинстве случаев тонкая оболочка спор, состоящая из клетчатки и окрашивающаяся в синий цвет при употреблении хлор-цинк-йода. При прорастании спор экзоспорий прорывается в определённых местах и эндоспорий вытягивается наружу в виде удлиняющейся ростковой трубки.
Термины «эндоспорий» и «экзоспорий» традиционно употребляются при описании спор мхов и папоротников, но и там зачастую заменяются на более короткие термины «интина» и «экзина» (которые традиционно описывают близкие структуры у цветковых растений).